# Маркус Хук (Пенсилванија)
Маркус Хук (енгл. Marcus Hook) град је у америчкој савезној држави Пенсилванија.

## Демографија
По попису из 2010. године број становника је 2.397, што је 83 (3,6%) становника више него 2000. године.
| Група             | 2000.         | 2010.         |
| Белци             | 2.093 (90,4%) | 1.934 (80,7%) |
| Афроамериканци    | 123 (5,3%)    | 326 (13,6%)   |
| Азијати           | 14 (0,6%)     | 2 (0,1%)      |
| Хиспаноамериканци | 41 (1,8%)     | 71 (3,0%)     |
| Укупно            | 2.314         | 2.397         |